# Sorihuela (kommunhuvudort)
Sorihuela är en kommunhuvudort i Spanien.   Den ligger i provinsen Provincia de Salamanca och regionen Kastilien och Leon, i den centrala delen av landet, 170 km väster om huvudstaden Madrid. Sorihuela ligger 1 002 meter över havet och antalet invånare är 357.
Terrängen runt Sorihuela är kuperad. Runt Sorihuela är det mycket glesbefolkat, med 6 invånare per kvadratkilometer. Närmaste större samhälle är Béjar, 9,6 km sydväst om Sorihuela. 